# Ромащенко, Иван Фёдорович
Иван Фёдорович Ромащенко (1903 — 1943) — советский военный деятель, полковник.

## Биография
Родился в русской семье, член ВКП(б). На военной службе в РККА с 15 марта 1920, зачислен в 1-й караульный батальон в городе Кисловодск. В декабре переведён в Пятигорскую губернскую ЧК на должность пулемётчика, где прослужил до весны 1922, затем был откомандирован в конный отряд по ликвидации банд на Северном Кавказе, который формировался в городе Баталпашинск. В начале августа того же года направлен на учёбу на 38-е пехотные командные курсы в Кисловодск, в конце месяца направлен на 12-е Владикавказские командные курсы, откуда через год направлен на дальнейшее обучение. Окончил 1-ю Советскую объединённую военную школу РККА имени ВЦИК в 1926 и курсы «Выстрел» в 1938, ускоренный курс Высшей военной академии имени К. Е. Ворошилова в 1942. 
С 11 декабря 1941 до 17 июня 1942 командовал 1119-м стрелковым полком 332-й стрелковой дивизии. С 15 июля до 13 августа 1942 командовал 318-й горнострелковой дивизией 12-й армии Северо-Кавказского фронта. С 17 июля 1943 до выбытия из строя по ранениям являлся командиром 317-й стрелковой дивизии 22-го стрелкового корпуса 18-й армии этого фронта. 
15 декабря 1943 года тяжело ранен в бою, и умер от ран через две недели.
Похоронен у памятника Вечной Славы на могиле Неизвестного солдата.

### Звания
- капитан;
- подполковник;
- полковник (1943).

### Награды
- орден Красного Знамени (20 мая 1940);
- орден Отечественной войны II степени (16 марта 1943);
- орден Отечественной войны I степени;
- медаль За боевые заслуги;
- медаль XX лет РККА.